# Jean Sutherland Boggs
Jean Grace Sutherland Boggs CC (* 11. Juni 1922 in Negritos, Peru; † 22. August  2014 in Ottawa, Kanada) war eine kanadische Kunsthistorikerin und Hochschullehrerin. Sie war die erste Direktorin sowohl der National Gallery of Canada als auch des Philadelphia Museum of Art.

## Leben und Werk

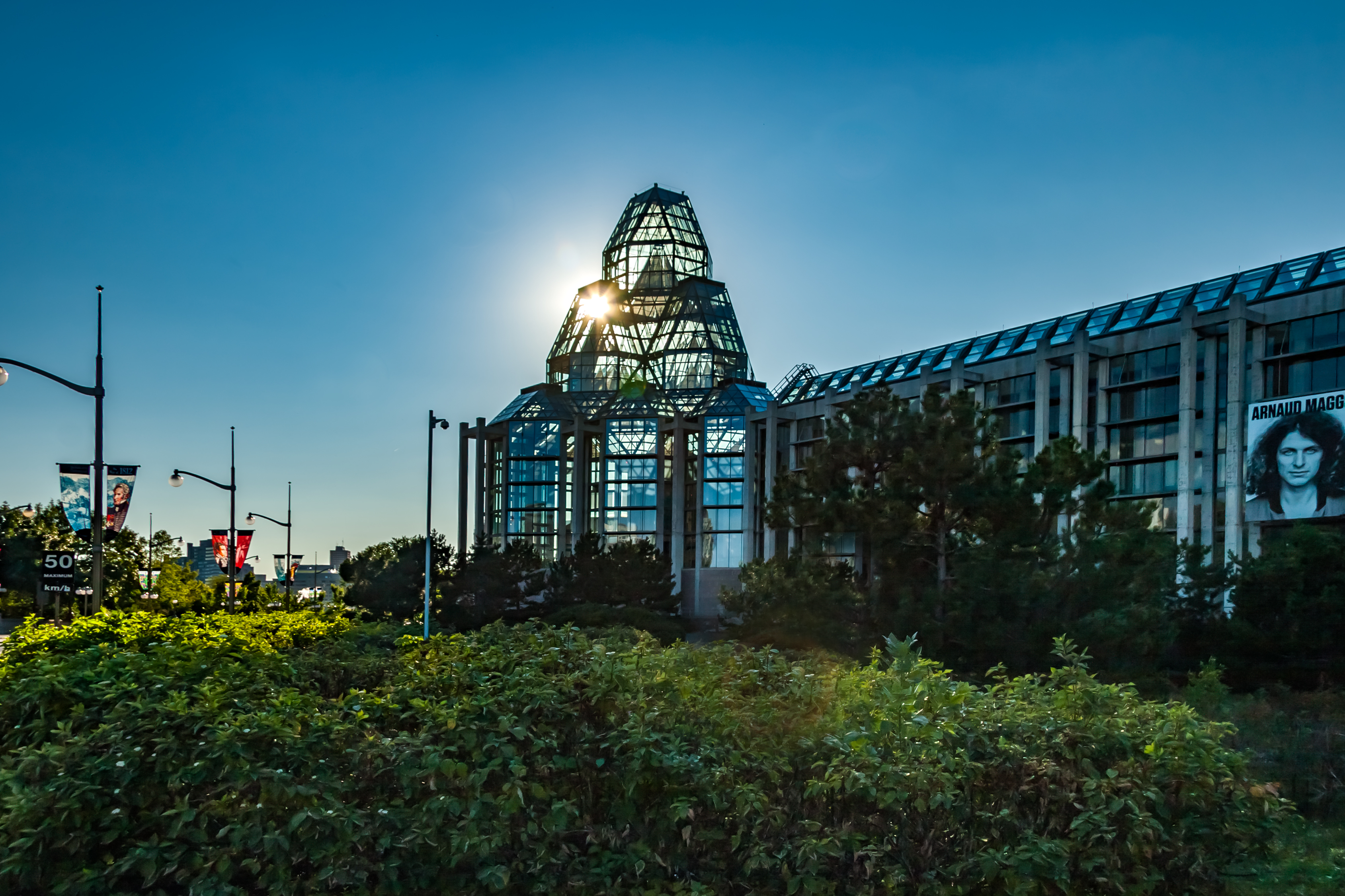
Das Gebäude der National Gallery of Canada wurde von Moshe Safdie entworfen und 1988 eröffnet. Die Direktorin der Galerie, Jean Sutherland Boggs, wurde von Premierminister Pierre Trudeau ausgewählt, um den Bau der Nationalgalerie und der Museen zu überwachen.

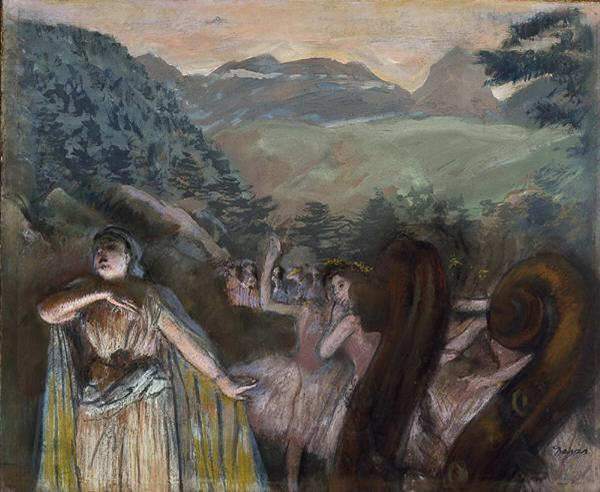
Gemälde von Edgar Degas: Aria after the Ballet. Vom Dallas Museum of Art und von Jean Sutherland Boggs als Szene aus Giacomo Meyerbeers Oper L’Africaine identifiziert

Boggs war das älteste von drei Kindern kanadischer Eltern, des Geologen Oliver Desmond und seiner Frau, der Kunstlehrerin Humia Marguerite, geb. Sutherland. Sie wurde von ihren Eltern zum Besuch der Highschool nach Kanada geschickt, wo ihre Familie später in der Nähe von Cobourg wohnte. Sie studierte Bildende Kunst an der University of Toronto, wo sie 1942 ihren Bachelor of Arts erwarb. 1953 promovierte sie in Kunstgeschichte an der Harvard University.
Sie lehrte von 1948 bis 1962 an einer Reihe amerikanischer Institutionen, darunter an der University of California und der Washington University. Von 1962 bis 1964 war sie Kuratorin der Art Gallery of Ontario, bevor sie von 1966 bis 1976 Direktorin der National Gallery of Canada wurde. Sie war nicht nur die erste Frau in diesem Amt, sie war auch die erste Leiterin, die eine akkreditierte Kunsthistorikerin war. Bis 1976 überwachte sie die Vorbereitung eines Architekturprogramms für ein neues Gebäude, gründete die Abteilung für Fotografie und erwarb mehrere bedeutende Werke für die Galerie. Von 1976 bis 1978 war sie Professorin für Bildende Kunst in an der Harvard University.
Von 1979 bis 1982 war sie Direktorin des Philadelphia Museum of Art. 1982 kehrte sie nach Kanada zurück und wurde von Pierre Trudeau zur Vorsitzenden und Geschäftsführerin der neu gegründeten Canada Museum Construction Corporation ernannt. Bis 1985 überwachte sie die Auswahl der Standorte, die Auswahl der Architekten und die Genehmigung des Entwurfs der neuen Gebäude, die für die National Gallery of Canada und das Canadian Museum of History geplant waren.
Während dieser Zeit begann sie mit Recherchen für ein Werkverzeichnis von Degas-Zeichnungen. Boggs war eine Kennerin des Werks von Edgar Degas und veröffentlichte zahlreiche Arbeiten über den Künstler und sein Werk. Sie organisierte auch mehrere Degas-Ausstellungen, darunter Drawings by Degas, die 1967 in St. Louis, Philadelphia und Minneapolis gezeigt wurde, eine Degas-Retrospektive, die 1988 in Paris, Ottawa und New York City gezeigt wurde und 1998 Degas at the Races in der National Gallery of Art in  Washington, D.C. Ihre Degas-Retrospektive war 1988 die Eröffnungsausstellung für das neue Gebäude der National Gallery of Canada. Anschließend organisierte sie eine Picasso-Ausstellung, die 1992 im Cleveland Museum of Art, im Philadelphia Museum of Art und im Grand Palais in Paris präsentiert wurde, und organisierte viele andere herausragende Ausstellungen.
Boggs unterrichtete und beriet weiterhin Kunstgalerien in den USA und im Ausland. Als sich ihr Gesundheitszustand verschlechterte, zog sie 2007 zurück nach Ottawa.
Sie starb 2014 im Alter von 92 Jahren in Ottawa.

## Auszeichnungen (Auswahl)
- 1973: Offizierin des Order of Canada
- 1979: Ehrendoktorwürde der University of Saskatchewan
- 1992: Companion des Order of Canada
- 1999: Mitchell-Preis[5]
- 2002: Mitglied der American Academy of Arts and Sciences[6]
- Fellow of the Royal Society of Canada